# USS New York (ACR-2)
Броненосный крейсер «Нью-Йорк» (англ. ACR-2 New York) — боевой корабль флота США, первый полноценный американский броненосный крейсер. Участвовал в испано-американской войне. В 1911 году переименован в «Саратогу», в 1917 в «Рочестер».
Его дальнейшим развитием стал проект «Бруклин».

## Конструкция

### Силовая установка
Четыре вертикальные паровые трёхцилиндровые машины тройного расширения, 8 цилиндрических паровых котлов. Полный запас угля 1290 тонн (1279 дл. тонн), нормальный запас угля 750 дл. тонн.

## История службы

### Военный КОРАБЛЬ США "Нью- Йорк"(ACR-2)
Приписанный к Южноатлантической эскадре, New York 27 декабря 1893 года покинул гавань Нью-Йорка и направился в Рио-де-Жанейро, прибыв на пляж Тайпу в январе 1894 года, он оставался там до тех пор, пока 23 марта не отправился домой через Никарагуа и Вест-Индию. Переведенный в состав Североатлантической эскадрильи в августе крейсер вернулся в воды Вест-Индии для зимних учений и получил высокую оценку за помощь во время пожара, который угрожал уничтожить Порт-оф-Спейн, Тринидад.
Вернувшись в Нью-Йорк, крейсер присоединился к Европейской эскадре в 1895 году и отправился в Киль, где представлял Соединенные Штаты на открытии Кильского канала. Присоединившись к Североатлантической эскадрилье, "Нью-Йорк" действовал у Форта Монро, Чарльстона и Нью-Йорка до 1897 года.
"Нью-Йорк" отбыл из форта Монро 17 января 1898 года в Ки-Уэст. После объявления испано-американской войны в апреле она отправилась на Кубу и обстреляла укрепления в Матансасе, прежде чем присоединиться к другим американским кораблям в Сан-Хуане в мае, в поисках испанской эскадры. Не обнаружив их, они обстреляли замок Эль Морро в Сан-Хуане (12 мая), прежде чем отступить. Затем "Нью-Йорк" стал флагманом эскадры адмирала Уильяма Т. Сэмпсона, поскольку американский командующий планировал кампанию против Сантьяго. Битва при Сантьяго-де-Куба 3 июля привела к полному уничтожению испанского флота.
Крейсер отплыл в Нью-Йорк 14 августа, чтобы получить приветствие воина. В следующем году крейсировал с различными военно-морскими подразделениями штата на Кубе, Бермудских островах, в Гондурасе и Венесуэле, а также проводил летние тактические операции у берегов Новой Англии. 17 октября 1899 года он вылетел из Нью-Йорка в неспокойные районы Центральной и Южной Америки.
"Нью-Йорк" был передан Азиатскому флоту в 1901 году, пройдя через Гибралтар, Порт-Саид и Сингапур в Кавите, где стал флагманом Азиатского флота. В июле он отправился в Иокогаму на открытие мемориала экспедиции Перри. В октябре "Нью-Йорк" посетил Самар и другие филиппинские острова в рамках кампании против повстанцев. 13 марта 1902 года он отправился в Гонконг и другие китайские порты. В сентябре она посетила Владивосток, Россия, затем остановилась в Корее, прежде чем вернуться в Сан-Франциско в ноябре. В 1903 году в Нью-Йорке перевели на Тихоокеанской эскадры , и поехал с ней в Ampala, Гондурас в феврале, чтобы защитить американские интересы во время турбулентности нет. Пройдя через залив Магдалена, крейсер вернулся в Сан-Франциско на прием к президенту Теодору Рузвельту. В 1904 году "Нью-Йорк" присоединился к круизам эскадры у берегов Панамы и Перу, затем в июне прибыл в Пьюджет-Саунд, где стал флагманом Тихоокеанской эскадры. В сентябре она привела в исполнение приказ президента о нейтралитете во время русско-японской войны. "Нью-Йорк" находился в Вальпараисо, Чили, с 21 декабря 1904 года по 4 января 1905 года, затем отплыл в Бостон и 31 марта был списан для модернизации.
Возобновление эксплуатации 15 мая 1909 года, New York 25 июня вылетел из Бостона в Алжир и Неаполь, где 10 июля присоединился к эскадре броненосных крейсеров и 23 июля отплыл с ней домой. В течение следующего года он действовал вне портов Атлантики и Персидского залива, а 31 декабря был переведен в резерв флота.
1 апреля 1910 года, снова в полной боевой готовности, "Нью-Йорк" прошел через Гибралтар, Порт-Саид и Сингапур, чтобы присоединиться к Азиатскому флоту в Маниле 6 августа. Находясь в азиатских водах, он курсировал между Филиппинскими островами и портами Китая и Японии.
Он был переименован в "Саратогу" 16 февраля 1911 года, чтобы сделать название "Нью-Йорк" доступным для линкора "Нью-Йорк" (BB-34).

#### Военный КОРАБЛЬ США"Саратога"(ACR-2)
Следующие пять лет крейсер провел на Дальнем Востоке. Направляясь в Бремертон, штат Вашингтон, 6 февраля 1916 года, "Саратога " вошел в сокращенный состав Тихоокеанского резервного флота.
Поскольку США приближались к участию в Первой мировой войне, "Саратога" была полностью введена в строй 23 апреля 1917 года и 7 июня вошла в состав Тихоокеанских патрульных сил. В сентябре "Саратога" отправилась в Мексику для противодействия вражеской активности в неспокойной стране. В Энсенаде, Саратога перехватил и помог захватить торговое судно, перевозившее 32 немецких агента и нескольких американцев, пытавшихся избежать призыва к закону.
В ноябре она пересекла Панамский канал, присоединившись к крейсерским силам Атлантического флота на Хэмптон-Роудс. Здесь он был переименован в Рочестер 1 декабря 1917 года, чтобы освободить название "Саратога" для нового линейного крейсера Саратога (CC-3) (в конечном итоге авианосец CV-3).

##### Военный КОРАБЛЬ США"Рочестер"(CA-2)
После сопровождения конвоя во Францию, Рочестер приступил к инструктажу экипажей вооруженной охраны по целеуказанию и обороне в Чесапикском заливе. В марте 1918 года она возобновила сопровождение конвоев и продолжала нести службу до конца войны под командованием Альфреда Уолтона Хиндса. Во время своего третьего рейса с конвоем HM-58, 9 июня подводная лодка торпедировала британский пароход Atlantian. "Рочестер" поспешил ей на помощь, но "Атлантиан" затонул в течение пяти минут. Другие корабли приблизились, но подводную лодку больше не видели.
После перемирия "Рочестер" служил транспортом, доставляющим войска домой. В мае 1919 года служил флагманом эскадрильи эсминцев, охранявшей трансатлантический перелет гидросамолетов Curtiss NC ВМС США. В начале 1920-х годов он действовал вдоль восточного побережья.
В начале 1923 года "Рочестер" отправился в Гуантанамо, чтобы начать очередной период службы у берегов Центральной и Южной Америки.
Летом 1925 года Рочестер доставил генерала Джона Дж. Першинга и других членов его комиссии в Арику, Чили, для арбитражного урегулирования спора между Такной и Арикой и оставался там до конца года. В сентябре 1926 года она помогла установить мир в неспокойном Никарагуа и время от времени возвращалась туда в конце 1920-х годов.
После спокойного 1927 года Рочестер сменил канонерскую лодку Талса" в Коринто в 1928 году, когда экспедиционные силы направили усилия против бандитов в этом районе. В 1929 году на Гаити вспыхнули беспорядки, и оппозиция правительству была сильной; поскольку жизни американцев подвергались опасности, Рочестер перебросил 1-ю бригаду морской пехоты в Порт-о-Пренс и Кап-Аитьен. В 1930 году "Рочестер" перевез комиссию из пяти человек, отправленную для расследования ситуации. В марте она вернулась в этот район, чтобы посадить морских пехотинцев и перевезти их в США. Она помогала нефтяному танкеру "Континентал Ойл" "Х. В. Брюс", поврежденному в результате столкновения 24 мая.
В 1931 году в Никарагуа произошло землетрясение. "Рочестер" был первым спасательным судном, прибывшим на место происшествия и доставившим беженцев из этого района. Бандиты воспользовались хаотичными условиями, и "Рочестер" направился в этот район, чтобы противодействовать их деятельности.
Рочестер покинул Бальбоа 25 февраля 1932 года для прохождения службы на Тихоокеанском флоте. Прибыл в Шанхай 27 апреля, чтобы присоединиться к флоту на реке Янцзы в июне и оставался там до отплытия в Кавите, где был выведен из эксплуатации 29 апреля 1933 года. Он останется пришвартованным на верфи Олонгапо в Субик-Бей в течение следующих восьми лет. Ее имя было вычеркнуто из реестра военно-морских судов 28 октября 1938 года, и она была затоплена 24 декабря 1941 года, чтобы предотвратить ее захват японцами.